# Ostrhauderfehn
 Ostrhauderfehn  est une commune de l’arrondissement de Leer en Frise orientale, dans le land de Basse-Saxe. Le siège de son administration est situé dans le quartier de même nom. La commune compte près de 11 000 habitants, pour une densité de 210 habitants/km².

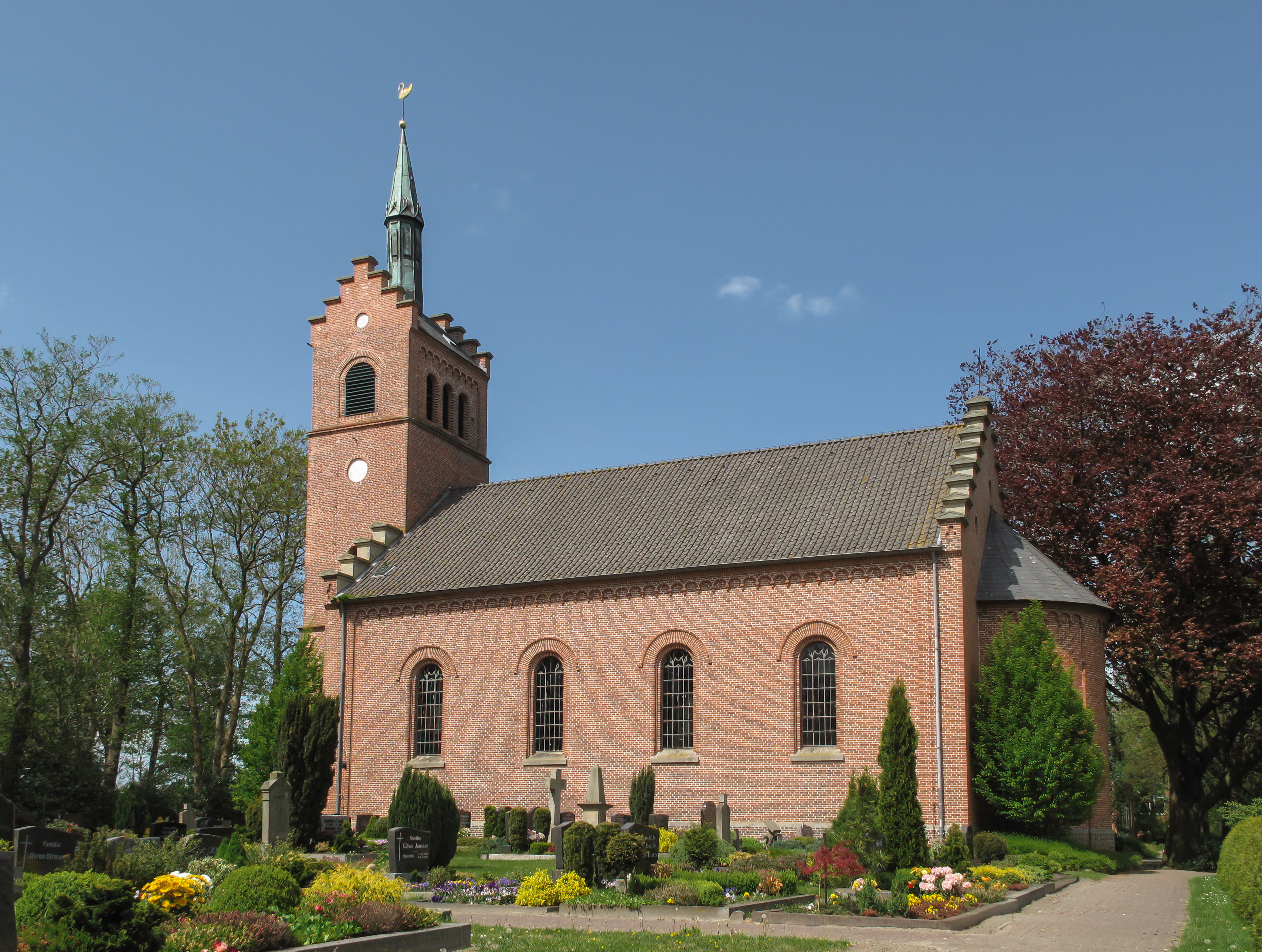
Potshausen, église: die Sankt Martinkirche

## Étymologie
Le nom d’Ostrhauderfehn vient d’une ancienne cité éponyme fondée en 1769, elle-même nommée ainsi d’après le nom de la commune voisine de Rhauderfehn, située plus vers le Nord-Ouest, dans le geest allemand. Le suffixe –fehn est utilisé pour les noms de lieux.